# 산말목
산말목(Desmarestiales)은 갈조류 목의 하나이다. 참산말(Desmarestia ligulata), 담배잎산말(Desmarestia tabacoides), 쇠꼬리산말(Desmarestia viridis) 등을 포함하여 2과 29종으로 이루어져 있다.

## 하위 분류
- Arthrocladiaceae
  - Arthrocladia - 2종
- 산말과 (Desmarestiaceae)
  - 산말속 (Desmarestia) - 25종
  - Himantothallus - 유일종 Himantothallus grandifolius
  - Phaeurus - 유일종 Phaeurus antarcticus